# Record of Agarest War
Record of Agarest War (アガレスト戦記 Agaresuto Senki?) , conocido en Europa como Agarest: Generations of War, es un juego de rol táctico para PlayStation 3, Xbox 360 y Microsoft Windows. El juego es una colaboración entre Idea Factory, Red Entertainment y Compile Heart. Se lanzó un port actualizado del juego en Japón para Xbox 360 el 27 de noviembre de 2008. HyperDevbox lanzó un port Android el 19 de diciembre de 2013 y uno para iOS el 16 de mayo de 2014.[cita requerida]

## Jugabilidad
La historia progresa a través de varios puntos trazados en un mapa. Al visitar cada punto, el jugador tiene que luchar contra las criaturas, completar una misión, visitar una ciudad o entablar una conversación para avanzar en la historia y abrir más puntos. 
La lucha se desarrolla como un juego de rol estratégico donde cada personaje tiene su propio conjunto de movimientos, pero al mover a cada personaje a una casilla apropiada, se puede encadenar a los personajes y realizar combos. Después de cada ronda de combate, cada personaje regenerará PS y acumulará puntos MP. Cuando se han acumulado suficientes puntos MP, los personajes pueden desatar ataques especiales. 
El juego incluye elementos de simulación de citas a través de su sistema "Soul Breed" en el que el jugador crea un nuevo personaje al buscar una relación con un personaje femenino medida que la historia del juego se extiende por cinco generaciones, cada una con un protagonista masculino diferente. Durante las primeras cuatro generaciones, el protagonista se casa con una de sus tres compañeras y su hijo se convierte en el protagonista de la siguiente generación que hereda las estadísticas y habilidades de sus padres. 

## Lanzamiento

### Europa
El juego fue localizado en Europa como Agarest: Generations of War por Ghostlight. La compañía planeaba publicar una versión comercial estándar y una edición de colección, ambas lanzadas el 30 de octubre de 2009 para PlayStation 3. Inicialmente, el juego estaba configurado para usar una portada con una versión realista del protagonista; Sin embargo, los comentarios negativos llevaron al editor a cambiar la portada por otra más fiel al original. Ghostlight puso los 32 paquetes de DLC en la PlayStation Store Europea. 
El juego fue luego portado a PC y puesto a disposición en la tienda Steam en Norteamérica y Europa. 

### Norteamérica
Aksys Games lanzó el juego en Norteamérica bajo el título Record of Agarest War el 29 de abril de 2010. El juego se lanzó como descarga en PlayStation Network y en disco para Xbox 360. Está disponible como un título descargable en Xbox 360. El juego conserva el diálogo japonés original. 

### Versión Xbox 360
Un port conocido como Record of Agarest War: Re-appearance fue lanzado exclusivamente para Xbox 360 en Japón el 27 de noviembre de 2008. El port presentaba actuación de voz adicional y un modo de galería. Nuevos elementos y una nueva mazmorra están disponibles en Xbox Live como contenido descargable. 

## Precuela
Una precuela del juego titulada Record of Agarest War Zero fue lanzada en Japón el 25 de junio de 2009, lanzada en los Estados Unidos el 14 de junio de 2011 y en Europa el 26 de agosto de 2011.

## Recepción
Record of Agarest War recibió críticas mixtas, dando una puntuación de 45 en la versión para PC, mientras que las versiones de consolas obtuvieron mejores calificaciones. 
Andrew Clouther de GameZone le dio a la versión para PC una puntuación de 6.5/10, afirmando "Si eres fanático de la franquicia de Agarest, quieres pasar más de 50 horas en un juego o simplemente quieres probar un juego de tácticas diferente, te recomiendo Agarest Generations of War. Raramente digo esto, pero el juego es demasiado largo ".